# Норьега, Виктор
Ви́ктор Норье́га (исп. Victor Noriega; род. 10 мая 1972, Мехико, Мексика) — мексиканский актёр, певец и фотомодель.

## Биография
Родился 10 мая 1972 года в Мехико. Первоначально дебютировал в качестве певца и вошёл в музыкальную группу Garibaldi, где выступали ныне известные актёры Серхио Майер и Пилар Монтенегро. В мексиканском кинематографе дебютировал в 1993 году и с тех пор снялся в 28 работах в кино и телесериалах. 

## Фильмография

### Теленовеллы
- Las amazonas (telenovela mexicana) (2016) .... Julian Villaroel
- Por siempre mi amor (2013-2014) .... Fabricio de la Riva Oropeza
- Libre para amarte (2013) .... Peter Ornelas
- Que bonito amor (2012-2013) .... Michael Johnson
- Dos hogares (2011) .... Darío Colmenares (antagonista)
- Hasta que el dinero nos separe (2009-2010) .... Marco Valenzuela Sáenz "El Sr. Abogaducho" (antagonista)
- Cuidado con el ángel (2008-2009) .... Daniel Velarde
- Palabra de mujer (2007-2008) .... Emanuel San Román (antagonista)
- Peregrina (2005-2006) .... Eugenio
- El amor no tiene precio (2005) .... Sebastián Monte y Valle
- Angel rebelde (2003-2004) .... Raúl Hernández
- Bajo la misma piel (2003) .... Gabriel Ornelas
- Niña amada mía (2003) .... Servando Uriarte
- La otra (2002) .... Amante de Bernarda (último capítulo)
- Entre el amor y el odio (2002) .... Paulo Sacristán
- Злоумышленница (2001) .... Eduardo del Bosque Itúrbide
- Por un beso (2000-2001) .... Daniel Díaz de León
- Mujeres engañadas (1999-2000) .... Pablo Renteria (antagonista)
- Росалинда (1999) .... Alex Dorantes
- Camila (1998) .... Dr. Robin Wicks
- Rencor apasionado (1998) .... Gilberto Monteverde

### Многосезонные ситкомы
- Женщина, случаи из реальной жизни (1985-2007)
- Как говорится (с 2011-н. в.) .... Armando

### Художественные фильмы
- Donde quedo la bolita (1993) .... Victor